# Rožec rolní
Rožec rolní (Cerastium arvense) je drobná, nenápadná, planě rostoucí, vytrvalá a poměrně hojně rozšířená bylina, jeden z mnoha druhů rodu rožec.

## Rozšíření
Druh je rozšířen v celé Evropě kromě jihu Pyrenejského a Balkánského poloostrova a severu Skandinávie a také ve střední a východní Asii, severní Africe, Severní a Jižní Americe, jakož i na Novém Zélandu.
V České republice roste hojně na sušších stanovištích v nevýživných písčitých i hlinitých půdách. Vyskytuje se na suchých lukách, pastvinách, travnatých stráních, mezích a v příkopech i na náspech u železničních tratí a silnic; na mnohá místa se rozšířil činností člověka. Na složení geologického podloží není citlivý.

## Popis
Vytrvalá, řídce trsnatá rostlina, z jejíhož kořene s tenkým, slabě se větvícím a v uzlech kořenícím oddenkem vyrůstají květné i sterilní lodyhy, vysoké 10 až 25 cm. Sterilní lodyhy s dlouhými internodii bývají poléhavé až vystoupavé a holé nebo jednoduše chlupaté. Květné lodyhy, vespod asi 1,5 mm silné, jsou vystoupavé až vzpřímené, složené průměrně ze 7 až 11 krátkých internodií a jsou holé nebo porostlé nežláznatými či žláznatými chlupy.
Listy jsou jen lodyžní, vyrůstají vstřícně a jsou přisedlé, mají droboučkou pochvu a jsou dlouhé 15 až 30 mm a široké 2 až 4 mm. Jejich čepele jsou různě chlupaté nebo i holé; v závislosti na odění jsou zelené nebo šedavě zelené; v jejich paždích vyrůstají svazečky drobných listů nebo postupně se prodlužující sterilní větvičky.
Vejčité listeny, zmenšující se směrem vzhůru, mají na okraji blanitý lem. Květenstvím je na koncích větví vyrůstající vidlan s 5 až 15 pětičetnými květy; ty jsou 12 až 20 mm velké a mají chlupaté stopky asi 2,5krát delší než kalich. Kališní lístky s blanitým lemem jsou vejčitě kopinaté, na konci ostré nebo tupé, 6 až 7 mm dlouhé a asi 2 mm široké a jsou zvnějšku hustě porostlé chloupky. Srdčité, hluboce dvoulaločné (asi do třetiny)korunní lístky bývají v průměru dvojnásobně delší než kališní. Tyčinek s holými nitkami, nesoucích žluté prašníky a rostoucích ve dvou kruzích, je deset. Na vrcholu kulatého semeníku složeného z pěti plodolistů vyrůstá pět nitkovitých zákališních čnělek bílé barvy. Ploidie tohoto chamaefytu je 2n = 8x = 72.
Rožec rolní kvete obvykle od dubna do července. Plody jsou válcovité, rovné nebo mírně zahnuté jednopouzdré tobolky. Bývají až 10 mm dlouhé a 3 mm silné, sedí ve vytrvalém kalichu a na vrcholu se otvírají deseti zuby. Obsahují rezavě hnědá ledvinovitá až trojúhelníkovitě zaoblená semena, mající asi 1,2 mm v průměru a na povrchu drobné hrbolky.
Rostliny se rozmnožují semeny, rozrůstáním oddenku nebo odlomením jeho části s uzlinou. Často při opylování dochází k autogamii a následně se vyvine jen málo semen, nebo vznikají pouze samičí klony, které mají drobnější květy se zakrslými tyčinkami. Je to druh bez ekonomického významu: je hodnocen jako málo významný plevel.

## Taxonomie
Velice variabilní druh, jehož vzhled bývá silně ovlivněn prostředím. Na písčité půdě jsou rostliny statnější a trsy volnější, na kamenité jsou trsy více zahuštěné, v zapojeném lučním porostu jsou lodyhy vyšší a mají delší internodia. Různost se projevuje i ve velikosti a tvaru listů, hustotě trichomů či počtech květů.
Taxonomové rozeznávají několik poddruhů; v České republice roste pouze nominátní poddruh
- rožec rolní pravý (Cerastium arvense L. subsp. arvense).

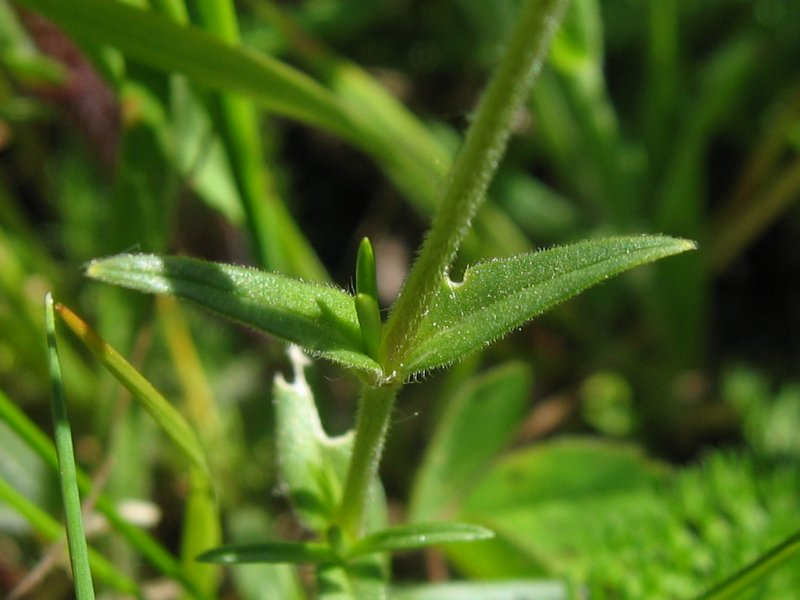
Listy
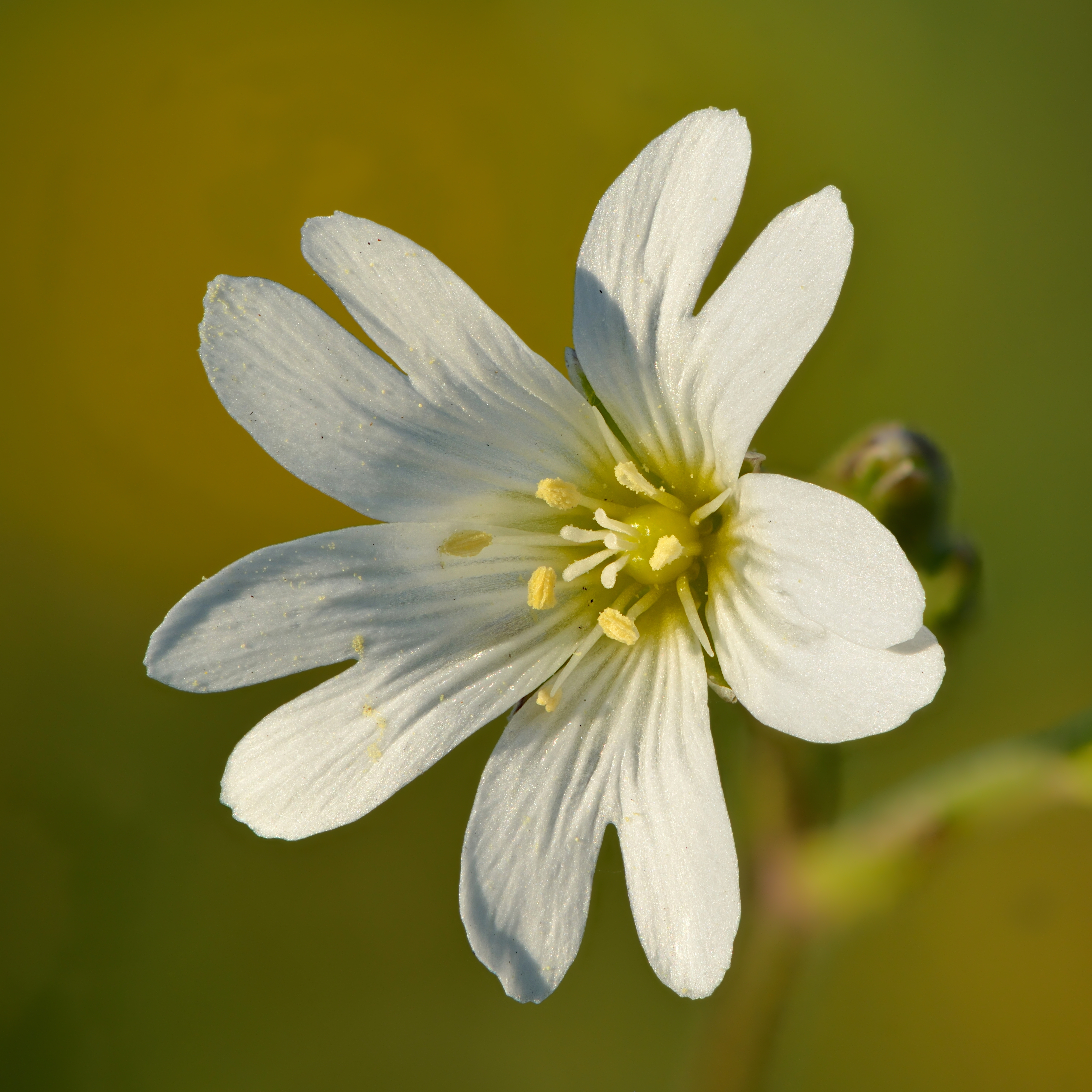
Květ
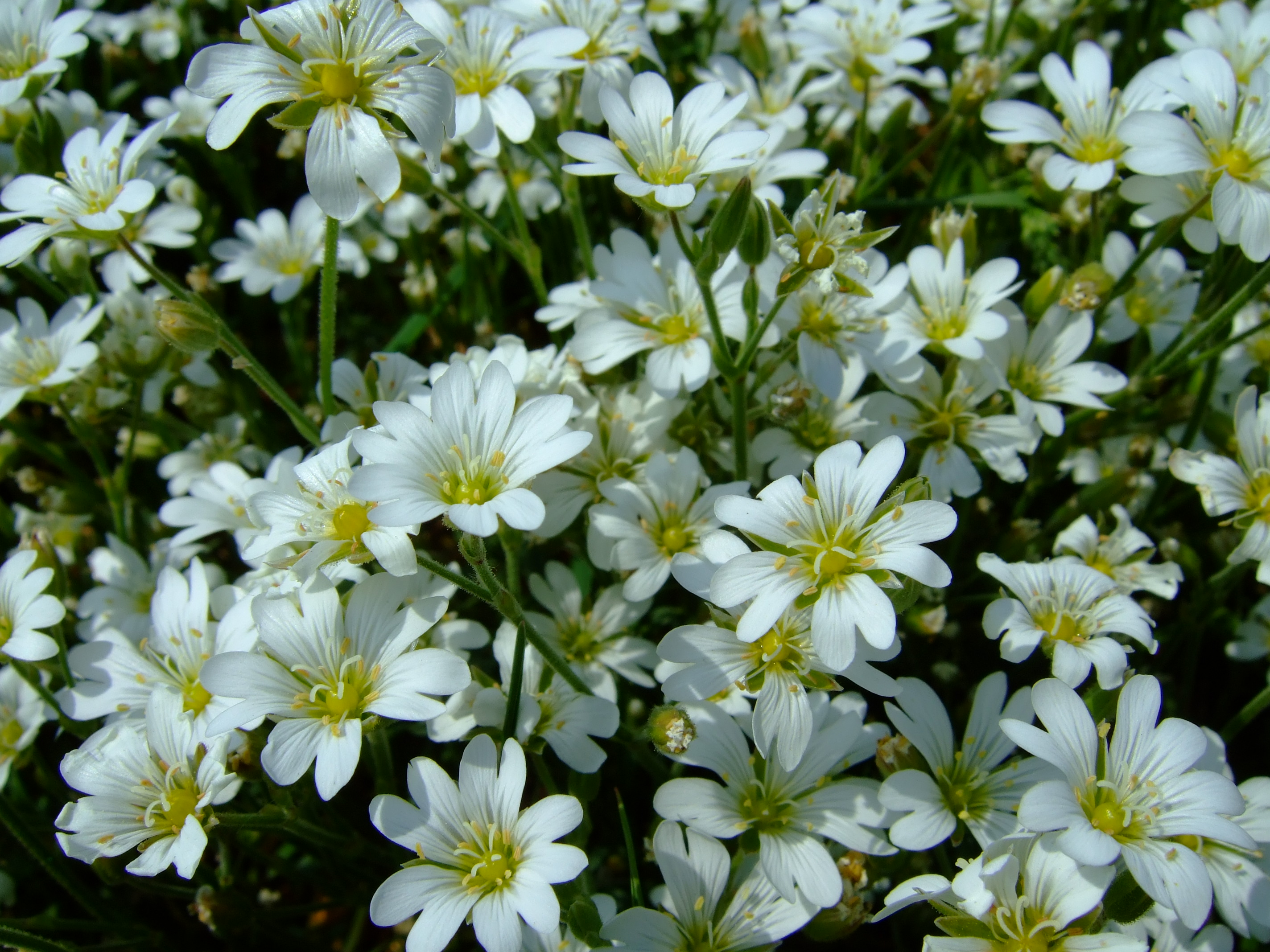
Kolonie
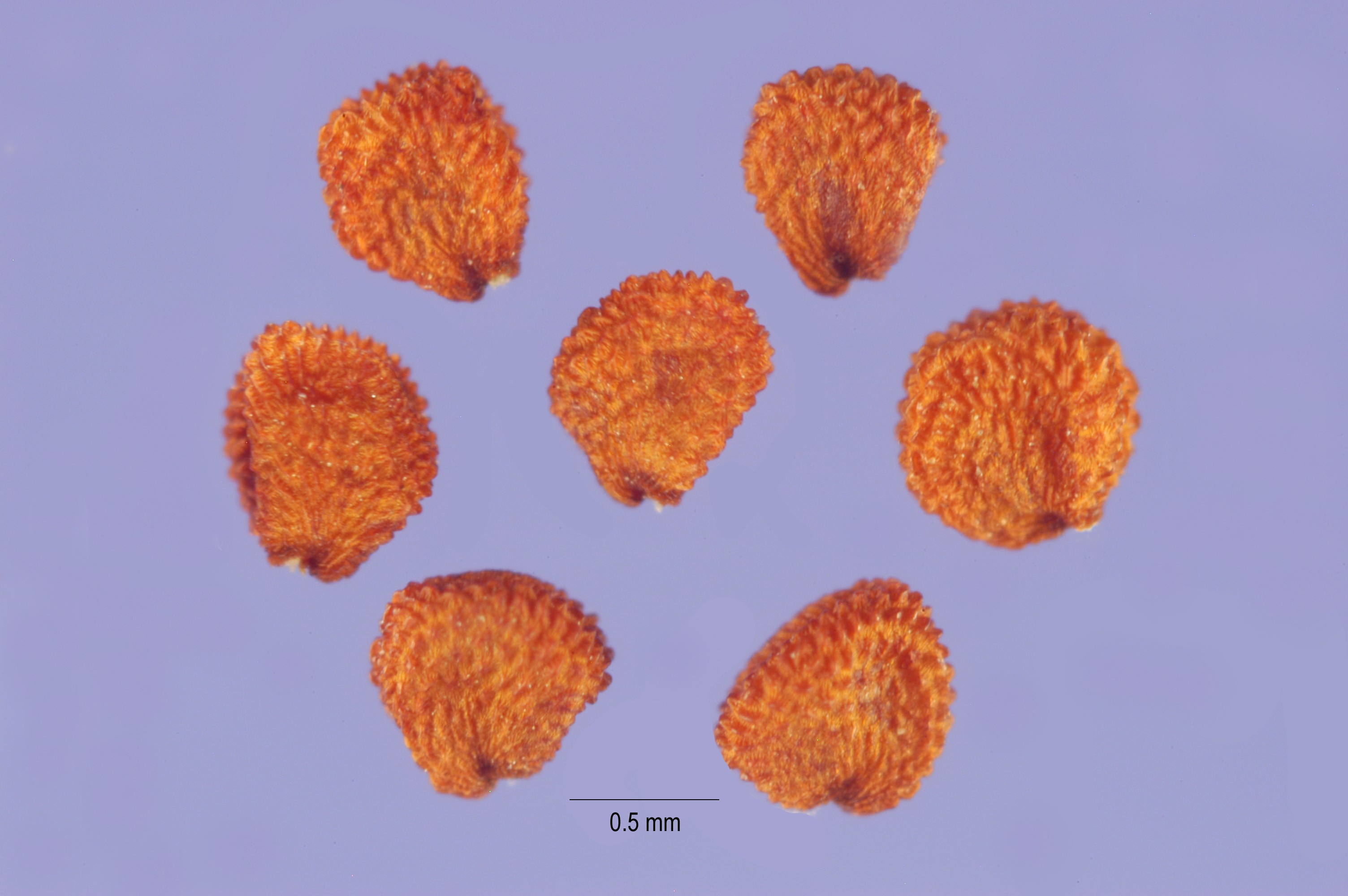
Semena

Rožec rolní se často kříží a v přírodě Česka jsou nacházeni jeho kříženci:
- Cerastium arvense subsp. arvense × Cerastium alsinifolium
- Cerastium arvense subsp. arvense × Cerastium tomentosum[7]

V Evropě se vyskytují tyto další poddruhy:
- Cerastium arvense L. subsp. glandulosum (Kit.) Soó
- Cerastium arvense L. subsp. lerchenfeldianum (Schur) Asch. & Graebn.
- Cerastium arvense L. subsp. molle (Vill.) Arcang.
- Cerastium arvense L. subsp. strictum Gaudin
- Cerastium arvense L. subsp. suffruticosum (L.) Hegi[8]

- Listy
- Květ
- Kolonie
- Semena